# Corybas fanjingshanensis
Corybas fanjingshanensis é  uma espécie geófita de orquídea (Orchidaceae) que existe em Guizhou, na China.

## Publicação e sinônimos
- Corybas fanjingshanensis Y.X.Xiong, Acta Phytotax. Sin. 45: 809 (2007)